# Lacida morawae
Lacida morawae är en fjärilsart som beskrevs av Van Eecke 1928. Lacida morawae ingår i släktet Lacida och familjen tofsspinnare. Inga underarter finns listade i Catalogue of Life.